# Ренц, Михаил Петрович
Михаил Петрович Ренц (22 ноября 1916, Курск — 29 сентября 2008, Воронеж) — лётчик-ас, командир авиационной эскадрильи 30-го гвардейского истребительного авиационного полка, гвардии майор, Герой Советского Союза, сбивший 16 самолётов противника лично и 2 в группе, военный лётчик 2-го класса (1950).

## Биография
Родился 9 ноября 1916 года в городе Курск. Русский. В 1932 году окончил 7 классов школы, в 1934 году — школу ФЗУ. Работал техником-нормировщиком, слесарем в паровозном депо Курск-Северное.
В армии с апреля 1938 года. В 1939 году окончил Одесскую военную авиационную школу лётчиков. До июля 1941 года служил в строевых частях ВВС. В 1941—1942 годах — лётчик-инструктор Мелитопольской военной авиационной школы лётчиков. В августе-октябре 1942 года — лётчик-инструктор 22-го запасного авиационного полка, занимался переучиванием строевых лётчиков на американские истребители Р-39 «Аэрокобра».
Участник Великой Отечественной войны: в марте 1943 — мае 1945 года — старший лётчик, командир звена, заместитель командира и командир авиаэскадрильи 30-го гвардейского истребительного авиационного полка. Воевал на Центральном, Белорусском и 1-м Белорусском фронтах. Участвовал в Курской битве, освобождении Белоруссии и Польши, в Берлинской операции. Всего за годы войны выполнил 261 боевой вылет на истребителе Р-39 «Аэрокобра», в 63 воздушных боях сбил лично 18 и в составе группы 2 самолёта противника. Дважды был сбит, один раз был вынужден покинуть самолёт с парашютом.
За мужество и героизм, проявленные в боях, указом Президиума Верховного Совета СССР от 15 мая 1946 года гвардии майору Ренцу Михаилу Петровичу присвоено звание Героя Советского Союза с вручением ордена Ленина и медали «Золотая Звезда».
После войны продолжал службу в строевых частях ВВС. Командовал истребительным авиационным полком, был лётчиком-инспектором по технике пилотирования авиакорпуса. В 1949 году окончил Высшие авиационные курсы слепой и ночной подготовки.
В марте 1951 — июле 1953 года — лётчик-инспектор по технике пилотирования 64-го истребительного авиационного корпуса, лётчики которого воевали в Корее.
В 1953—1956 годах — лётчик-инспектор 4-го Центра боевого применения и переучивания лётного состава, в 1956—1958 годах — лётчик-инспектор Управления Закавказского корпуса ПВО. С июля 1958 года подполковник М. П. Ренц — в запасе.
Подполковник, военный лётчик 2-го класса. Награждён орденом Ленина, 4 орденами Красного Знамени, орденами Отечественной войны 1-й степени, Красной Звезды, медалями.

## Память
В Воронеже на доме № 12 ул. Ф. Энгельса, где жил Михаил Петрович, установлена мемориальная доска.